# Guilty (singel The Rasmus)
Guilty – piąty singel, z piątego albumu fińskiego zespołu The Rasmus – Dead Letters.

## Lista utworów singla
CD-single
1. „Guilty” (US Remix)
2. „First Day of My Life” [live]

UK edition
1. „Guilty” (US Radio Edit)
2. „Play Dead”
3. „Used To Feel Before”

## Pozycje na listach
| Lista przebojów | Najwyższa pozycja |
| --------------- | ----------------- |
| Finlandia       | 2                 |
| Szwajcaria      | 43                |
| Austria         | 32                |
| Holandia        | 58                |